# 명나라의 교육
본 문서는 명나라의 교육에 관한 것이다.

## 학교
명대의 학제는 송·원(宋元) 학제를 계승하여 교육행정은 중앙의 국자감(國子監)과 지방의 유학제거사(儒學提擧司)가 각각 관장했다. 중앙에는 국자감과 종학(宗學)의 두 학교가 있고, 지방에는 부학(府學)·주학(州學)·현학(縣學) 및 위학(衛學)이 있었다.

### 중앙학교
명나라 때의 중앙학교로는 종학과 국자감이 있었다.

#### 종학
종학(宗學)은 귀족학교로서 세자(世子), 대신(大臣) 및 장군의 아들, 종실(宗室)의 자제로서 10세 이상 20세 미만의 소년이 입학했다. 학과는 4서5경·사감(史鑑)·성리서(性理書) 등이고, 문자교육과 도덕교육이 병중(竝重)되었다. 교육은 왕부(王府)의 장사(長史)·기선(紀善)·반독(伴讀)·교수(敎授) 가운데서 학행(學行)이 우수한 자가 담당했다. 5년간 학습하여 성적이 좋으면 벼슬을 했다.

#### 국자감
국자감(國子監)은 명대의 가장 중요한 중앙교육기관이었다. 명태조는 즉위 초년(洪武元年：1368)에 국자학을 세워 그간 쇠퇴했던 교육을 중흥시키려 했다. 그 뒤 국자감으로 개명되고 북경으로 천도한 뒤에는 북경국자감과 남경국자감이 있게 되었다. 국자감의 학생을 감생(監生)이라 하였고, 감생에는 거감(擧監)·공감(貢監)·음감의 3가지가 있었다.  거감은 과거에 급제한 거인(擧人)으로, 공감은 지방학교의 생원(生員)으로 충원했다. 음감은 고급관리 및 외척의 자제로 국자감에 입학한 사람들이다. 경제(景帝) 때는 전쟁으로 재정이 긴급할 때 곡식과 말을 바친 사람의 자제를 국자감에 입학시켰는데, 이를 예생(例生)이라 하였다. 한편 감생의 학생정원은 일정치 않아 많을 때는 9천900명에 이르렀다고 한다. 교과목은 4서5경 이외에 설원(說苑)·율령(律令)·서수(書數) 및 활쏘기였다. 학관(學官)으로 좨주(祭酒)·사업(司業)·감승(監丞)·박사·조교·학정·학록·전부(典簿)·전적(典籍)·장찬(掌饌) 등이 있었다. 수업연한은 통상 4년이고 졸업후에는 능력에 따라 벼슬했다.

### 지방학교
명나라 지방행정 구역은 내지(內地)에 속한 성(省)·부(府)·주(州)·현(縣)과 변강(邊疆)에 속한 분변(分邊)·위소(衛所) 등이 있었다. 전자의 행정구역엔 성을 제외하고는 모두 학교가 있었는데, 부학(府學)·주학(州學)·현학(縣學) 등이 그것이다. 후자에는 위학(衛學)을 설립하였으며, 전자와 후자를 통칭하여 유학(儒學)이라 한다. 전국에 1천 579개소의 유학이 있었다.  위학은 4개 위(衛) 또는 2-3개의 위가 하나의 학교구가 되어 1개의 학교를 세웠다. 전국 493개 위에 180여개 소의 위학이 있었다. 부학·주학·현학은 각각 규모가 달랐지만 상하(上下)의 구별없이 중앙의 국자감에 진학할 자격을 인정받았다. 부학은 교수 1인, 훈도(訓導) 4인이 교육을 맡고, 주학은 학정(學正) 1인, 훈도 3인, 현학은 교유(敎諭) 1인, 훈도 2인이 각각 교육을 담당했다. 영종(英宗) 정통(正統) 원년에 제조학교관(提調學校官)을 설치, 고시와 교관(敎官)을 감독하고 학생들을 훈도하는 일 등을 담당케 했다.  학생은 3급으로 나누어 1급을 늠선생, 2급을 증광생(增廣生), 3급을 부학생(府學生)이라 하였다. 신입생은 부학생이 되며, 연말시험인 세고(歲考)의 성적에 따라 증광생·늠선생으로 승급하였다. 이처럼 승급함으로써 정식 학생자격을 얻는데, 이러한 학생이 7만여명에 이르렀다고 한다.  홍무(洪武) 초년에 교과과정이 확정되고 학생은 각각 1경(一經)씩을 전공하고 예·악·사·어·서·수(禮樂射御書數)를 분과(分科)하여 교육했다.  지방학교로서 직업교육에 속한 것으로 경위무학(京衛武學)·위무학(衛武學)·의학(醫學) 및 음양학(陰陽學)의 4종이 있었다. 경위무학 및 위무학은 각 위(衛)의 무장(武將)의 자제가 입학할 수 있었고 고시(考試)는 병부(兵部)에서 주관했다. 의학은 홍무 17년에 창설되었는데 부정과(府正科)·주전과(州典科)·현훈과(縣訓科) 등의 학관(學官)이 있었다. 음양학은 원나라 제도를 전승한 것으로 역시 홍무 17년에 설립했고, 부정술(府正術)·주전술(州典術)·현훈술(縣訓術) 등의 학관이 관장했다.

## 과거제도
명대의 과거제도는 송·원(宋元)의 제도를 계승하여 향시(鄕試)·회시(會試)·전시(殿試)의 3종이 있다. 향시는 각성(各省)에서, 회시는 예부(禮部)에서 전시는 궁전(宮殿)에서 시행하였다. 각 부·주·현의 학생은 제거학관(提擧學官)이 주관하는 세고(歲考)에 1급으로 합격함으로써 향시에 응시할 자격을 얻는다. 향시에 합격하면 거인(擧人)이 되고 회시(會試)에 응시할 자격을 얻는다. 또 회시에 합격하면 천자(天子)가 임석하여 시행하는 전시에 응시한다.  고시내용은 경의(經義)·소고율령(訴誥律令)·경사시무책(經史時務策) 등 3종으로, 경의는 4서(四書) 및 역·서·시·예·춘추(易·書·詩·禮·春秋)의 5경에서 출제한다. 향시와 회시는 각각 3차의 시험을 거친다. 1차는 4서의(四書義) 3문제·경의 4문제를 작성하는 것이다. 2차는 논문 한 편을 300자 이상 작성하는 것과 율령에 관한 것 한 편, 제도에 관한 것 5조목을 쓰는 것이다. 3차는 경사시무책(經史時務策) 5문제를 작성하는 것이다. 그중 1차 시험이 가장 중시되었고, 답안 작성은 옛 사람의 문체를 모방하여 격률(格律)이 엄격하게 정해진 8고문(八股文)으로 하여야 했다.  8고문은 격식을 정하여, 설명에 편리하고 운율에 맞추어 듣기 좋도록 하기 위해 만들어진 일종의 수사문(修詞文)이지만, 지나치게 규격화함으로써 많은 폐단을 낳았다. 8고문이 명나라의 과거시험에 적용됨으로써 교육과 학술분야에 끼친 해독은 매우 컸다. 그래서 경서(經書)의 뜻을 홀시(忽視)하고 문장의 수식에만 전념하는 나쁜 학풍을 조성하였다.

## 교육사상
명나라의 학술사상은 과거제도의 폐단으로 말미암아 관학(官學)에 의해 퇴보를 보였으나 그 대신 사학(私學)에 의해서 발전하였다. 명대의 사상은 송원(宋元)을 이어 의리지학(義理之學)에 기울었다.  그러나 송·원시대에 정주학파의 이학(理學)이 성행한 반면 명대에는 육왕(陸王)의 심학(心學)이 크게 떨쳤다. 육왕학파는 학문의 목적이 인간에 내재한 양지(良知)를 깨쳐 성인과 같은 인격을 창조하는 데 있다고 보고, 이를 위해서는 사물의 이치를 탐구하는 궁리(窮理)보다 덕성(德性)을 밝히는 일이 선결조건이라고 주장했다. 그래서 주자학파의 위학(僞學)이 지리멸렬하다고 공격하고 치량지(致良知)를 강조했다.

### 왕양명
왕양명(王陽明, 1471-1527)은 명나라의 유학자로, 이름은 수인(守仁), 자는 백안(伯安)이다. 송나라의 육상산(陸象山)을 계승하여 심학(心學)을 집대성하였다. 주자의 격물치지(格物致知)에 회의를 품고 불학(佛學)과 노장학(老莊學)에 전심한 뒤, 격물치지의 본지(本旨)가 자기의 심성에 있음을 깨달았다. 그래서 심(心)이 천지만물의 주인이라 보고 심 이외에는 아무것도 없다는 유심론(唯心論)을 전개한다. "심이 곧 이이다(心卽理)"라는 관념은 그의 근본사상이고, 치량지(致良知)·지행합일(知行合一)설은 이 '심즉리'설에서 이끌어 낸 것이다.  그는 심의 본체가 천리(天理)이고, 천리가 밝게 빛나는 것을 양지(良知)라고 생각하였다. <논어>의 인(仁), <대학>의 명덕(明德), <중용>의 중화(中和)는 양지의 별명으로, 이러한 양지는 성인이나 우부우부(愚夫愚婦)가 공유하며, 맑은 거울이 사물을 그 자체로 비추어 주듯이 양지가 있음으로써 시비선악(是非善惡)을 명료하게 판별할 수 있다는 것이다. 교육의 유일한 목적은 치량지(致良知)이며 이 양지를 통하여 우주만물과 동체가 된다고 보았다.  치량지의 방법으로 그는 성의격물(誠意格物)·유근급원(由近及遠)·계신공구(戒愼恐懼) 등을 들었다. 성의격물은 그의 지행합일(知行合一)설과 밀접히 관련되어 있다. 양명(陽明)은 주자가 지(知)와 행(行)을 구분하는 폐단을 지적하고 지행합일을 주장하였다. 그는 "지는 행의 출발점이고 행은 지의 완성이며, 지 밖에 행이 없고 행 밖에 지가 없다(知是行之始, 行是知之成, 知外無行, 行外無知)"라고 주장하였다. 보통사람들은 옳은 줄 알면서도 실행하지 못하는 일이 있는데, 실행할 수 없는 지는 부지(不知)와 같다고 주장한다. 이러한 현상은 뜻(意)을 진실되게 하지 못하는 데서 초래되므로 뜻을 바로잡아 양지(良知)에 도달해야 한다는 것이다.  '유근급원'이란 가까운 곳으로부터 시작하여 심원한 곳에까지 이른다는 뜻으로, 치량지는 자기의 어버이를 사랑하여 타인의 어버이에 이르는 점진적인 방법으로 끝내 천지와 일체가 되는 경지까지 이르러야 한다는 것이다. '계신공구'란 인욕(人慾)을 조심하고 경계하여 천리(天理)를 드러나게 하는 것을 말한다. 즉 인욕이 바야흐로 싹트려 할 때 이를 매우 조심하여 극복하여야 한다는 것이다.  양명은 그의 철학에 토대로 두고 교육방법론을 전개하였다 즉 모든 사람이 본래 양지를 가지고 있다는 것이며, 교육자는 어린이 때부터 이러한 양지를 드러나게 하는 교육을 시켜야 한다고 주장하였다. 또한 그는 아동을 억압하지 말고 계발해야 하며 아동의 균형잡힌 인격 형성을 도모해야 한다고 강조한다. 그는 당시 교육이 편달(鞭撻)의 방법으로 아동들을 속박한다고 비평하고 감정훈련과 자발적인 품성 함양을 강조하였다.

## 같이 보기
- 청나라의 교육